# بروس دبليو. كارتر
بروس دبليو. كارتر (بالإنجليزية: Bruce W. Carter)‏ هو عسكري أمريكي، ولد في 7 مايو 1950 في سكنيكتادي في الولايات المتحدة، وتوفي في 7 أغسطس 1969 في محافظة كوانغ تشي في فيتنام.